# Іван Немет
Іван Немет (серб. Иван Немет; 14 квітня 1943, Сомбор — 16 грудня 2007, Базель) — швейцарський шахіст хорватського походження, гросмейстер від 1978 року.

## Шахова кар'єра
До 1990 року на міжнародній арені грав за збірну Югославії. У 1979 році здобув у Беловарі золоту медаль національного чемпіонату, крім того, 1980 року взяв участь у командному чемпіонаті Європи, що пройшов у Скарі, де югославські шахісти посіли 4-те місце. Декілька разів успішно виступав на турнірах, виграв чи поділив 1-ше місце в тому числі в Кікінді (1975), Барзі (1976), Гамбургу (1977), Оберварті (1981) а також в Dieren (1988, опен, разом з Ентоні Майлсом).
Від 1988 багато разів брав участь у фіналах індивідуальних чемпіонатів Швейцарії, 1990 року в Арозі здобув звання чемпіона тієї країни. 1998 року в Елісті єдиний раз взяв участь у шаховій олімпіаді, здобувши на 4-й шахівниці 3 очки в 4-х партіях. У 2002 році святкував перемогу на турнірі за швейцарською системою в Базелі, у 2003-му поділив 3-тє місце в Давосі, крім того, у 2004 повторив цей успіх у Ленку. 2006 року знову показав добрий результат у Ленку, поділивши (після Лотара Фогта) 2-ге місце.
Найвищий рейтинг Ело в кар'єрі мав станом на 1 січня 1979 року, досягнувши 2470 пунктів посідав тоді 16-17-е місце серед югославських шахістів.

## Зміни рейтингу
| На цьому місці має відображатися графік чи діаграма, однак з технічних причин його відображення наразі вимкнено. Будь ласка, не видаляйте код, який викликає це повідомлення. Розробники вже працюють для того, щоби відновити штатне функціонування цього графіка або діаграми. | |
| | На цьому місці має відображатися графік чи діаграма, однак з технічних причин його відображення наразі вимкнено. Будь ласка, не видаляйте код, який викликає це повідомлення. Розробники вже працюють для того, щоби відновити штатне функціонування цього графіка або діаграми. |